# Fratelli Bandiera
Attilio Bandiera (Spalato, 24 maggio 1810 – Vallone di Rovito (Cosenza), 25 luglio 1844) ed  
Emilio Bandiera (Venezia, 20 giugno 1819 – Vallone di Rovito (Cosenza), 25 luglio 1844) furono due patrioti italiani, protagonisti del Risorgimento.
Furono giustiziati per fucilazione in seguito alla sentenza della corte marziale del Regno delle Due Sicilie a Cosenza il 25 luglio 1844 dopo un fallito tentativo di sollevare le popolazioni calabresi contro il regno di Ferdinando II nella prospettiva di un'unificazione nazionale italiana.

## Biografie

### Primi tentativi insurrezionali

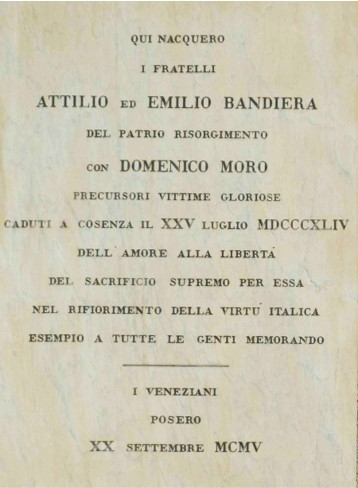
Casa natale dei Fratelli Bandiera a Venezia in Campo de la Bragora

Attilio ed Emilio erano figli del barone Francesco Giulio Bandiera, ammiraglio, e di Anna Marsich (Corfù 26 agosto 1786 - Venezia 22 febbraio 1872);
Attilio nasce a Spalato mentre il padre era in servizio di scorta a due fregate francesi nell'Adriatico. Sia Attilio che Emilio divennero ufficiali della Marina da guerra austriaca, aderirono alle idee di Giuseppe Mazzini e fondarono la società segreta Esperia, nome con il quale i greci indicavano l'Italia antica.
Nello statuto della Società si prescriveva di non fare, « se non con sommo riguardo, affiliazioni tra la plebe », essendo questa quasi sempre « imprudente e per bisogno corrotta. È da rivolgersi a preferenza ai ricchi, ai forti e ai dotti, negligendo i poveri, i deboli, gli ignoranti ».
I Bandiera tentarono di effettuare una sollevazione popolare nel Sud Italia, ma essendosi resi conto d'essere circondati da numerose spie fuggirono a Corfù ritrovandosi con un manipolo di esuli.
Il 19 ottobre 1837 Attilio sposò Maria Graziani (Venezia 1818 - 14 maggio 1845), figlia di Leone Graziani (Corfù 1791 - Venezia 1852), ammiraglio della marina veneta. La giovane ebbe un aborto e passò i successivi sei anni malata di tisi, malattia che la portò alla morte.

### Spedizione in Calabria
Il 15 marzo 1844 a Cosenza, capoluogo della Calabria Citeriore nel Regno delle Due Sicilie, scoppiò un moto durante il quale il capitano Galluppi, figlio del filosofo Pasquale Galluppi, cadde sotto il fuoco della gendarmeria borbonica insieme ad altri quattro compagni; in seguito a questo episodio, altri sei del gruppo furono condannati a morte e fucilati l'11 luglio. Le loro salme riposano nella cappella d'Orazione e Morte, all'interno del duomo di Cosenza.
Il 13 giugno 1844 i fratelli Bandiera, disertori della Marina da guerra austriaca, partirono da Corfù (dove avevano una base allestita con l'ausilio del barese Vito Infante) alla volta della Calabria, insieme a 17 compagni, al brigante calabrese Giuseppe Meluso e al corso Pietro Boccheciampe. Il 16 giugno 1844 sbarcarono alla foce del fiume Neto, vicino a Crotone. Mentre la Comitiva proseguiva per Belvedere di Spinello, nella contrada "Petralonga", tra la " Timpa del Salto " e il corso del Neto, alle 17.30  avvenne uno scontro a fuoco, in cui vi furono due morti tra gli Urbani di Belvedere Spinello. Apprendendo che la rivolta scoppiata a Cosenza si era conclusa e che al momento non era in corso alcuna ribellione all'autorità del Re, i fratelli Bandiera vollero lo stesso continuare l'impresa e partirono per la Sila. Uno dei loro compagni, appresa la notizia che non c'era alcuna sommossa a cui partecipare, sparì e andò al posto di polizia di Crotone per denunciare i compagni. L'allarme dato raggiunse anche la cittadina di San Giovanni in Fiore e più precisamente
(ASCS Imputati politici - Inserito nel libro La spedizione in Calabria dei Fratelli Bandiera, di Salvatore Meluso, Rubbettino editore, 2001)

### Cattura ed esecuzione

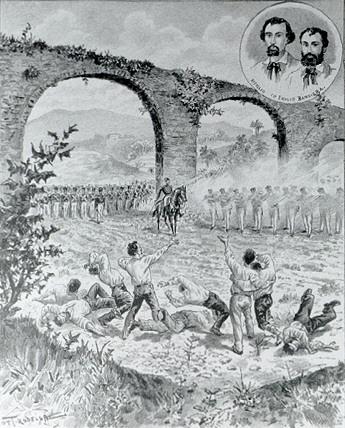
Esecuzione dei fratelli Bandiera a Cosenza

Catturati e pesantemente incatenati dalla Polizia borbonica dopo un breve scontro a fuoco, durante il quale rimasero uccisi Francesco Tesei da Pesaro e Giuseppe Miller da Forlì, i Bandiera, il Meluso ed altri sette compagni: Domenico Moro da Venezia, Giovanni Venerucci da Rimini, Domenico Lupatelli da Perugia, Nicola Ricciotti da Frosinone, Anacarsi Nardi della Lunigiana, Francesco Berti da Lugo, Giacomo Rocca da Lugo, vennero processati davanti all'Alta Corte Marziale e condannati a morte per fucilazione, che venne eseguita all'alba del 25 luglio del 1844 nel Vallone di Rovito, alle porte di Cosenza. Prima di cadere sotto il fuoco dei gendarmi, le loro ultime parole furono il grido: Viva l'Italia!. 
Le tre salme dei Bandiera e di Moro sono sepolte nella basilica dei Santi Giovanni e Paolo di Venezia. Tra i sopravvissuti dei compagni di spedizione la cui pena fu tramutata in ergastolo, vi furono: Giovanni Manessi da Venezia, Tommaso Mazzoli da Bologna, Pietro Piazzoli da Lugo, Giuseppe Tesei da Pesaro (fratello di Francesco caduto), Carlo Osmani da Ancona, Luigi Nanni da Ancona, Giuseppe Pacchioni da Bologna che, bravo incisore, durante la prigionia in Cosenza disegnò i volti di sei dei suoi compagni di cella. Pietro Boccheciampe corso e delatore fu condannato a cinque anni di prigione. 
Dopo alcuni anni di prigione i condannati poterono usufruire di una amnistia.

## Monumenti

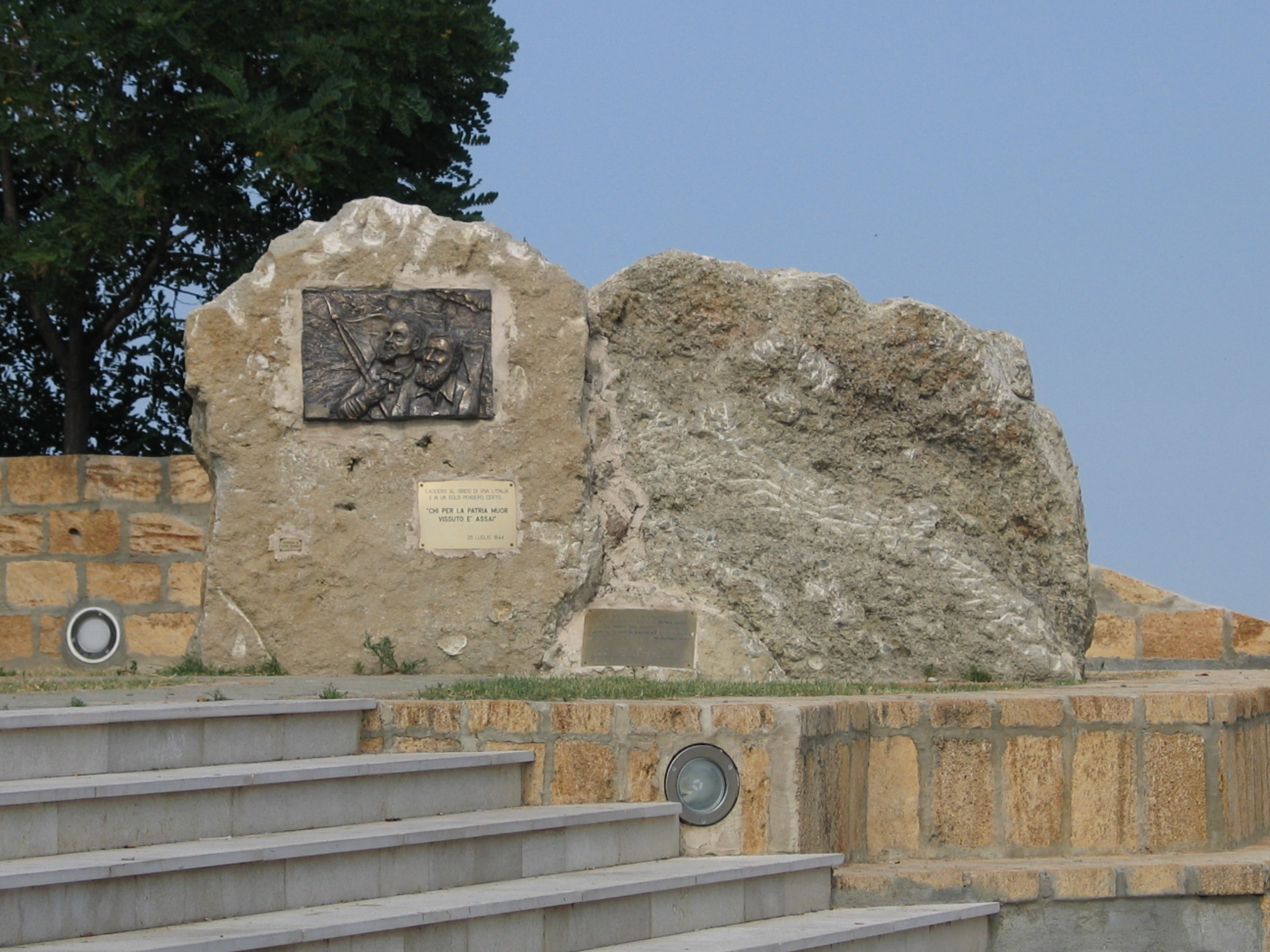
[https://www.basilearte.it/opere/monumenti/ Monumento dedicato ai Fratelli Bandiera dall'artista Luigi Basile nella città di Belvedere di Spinello (KR)

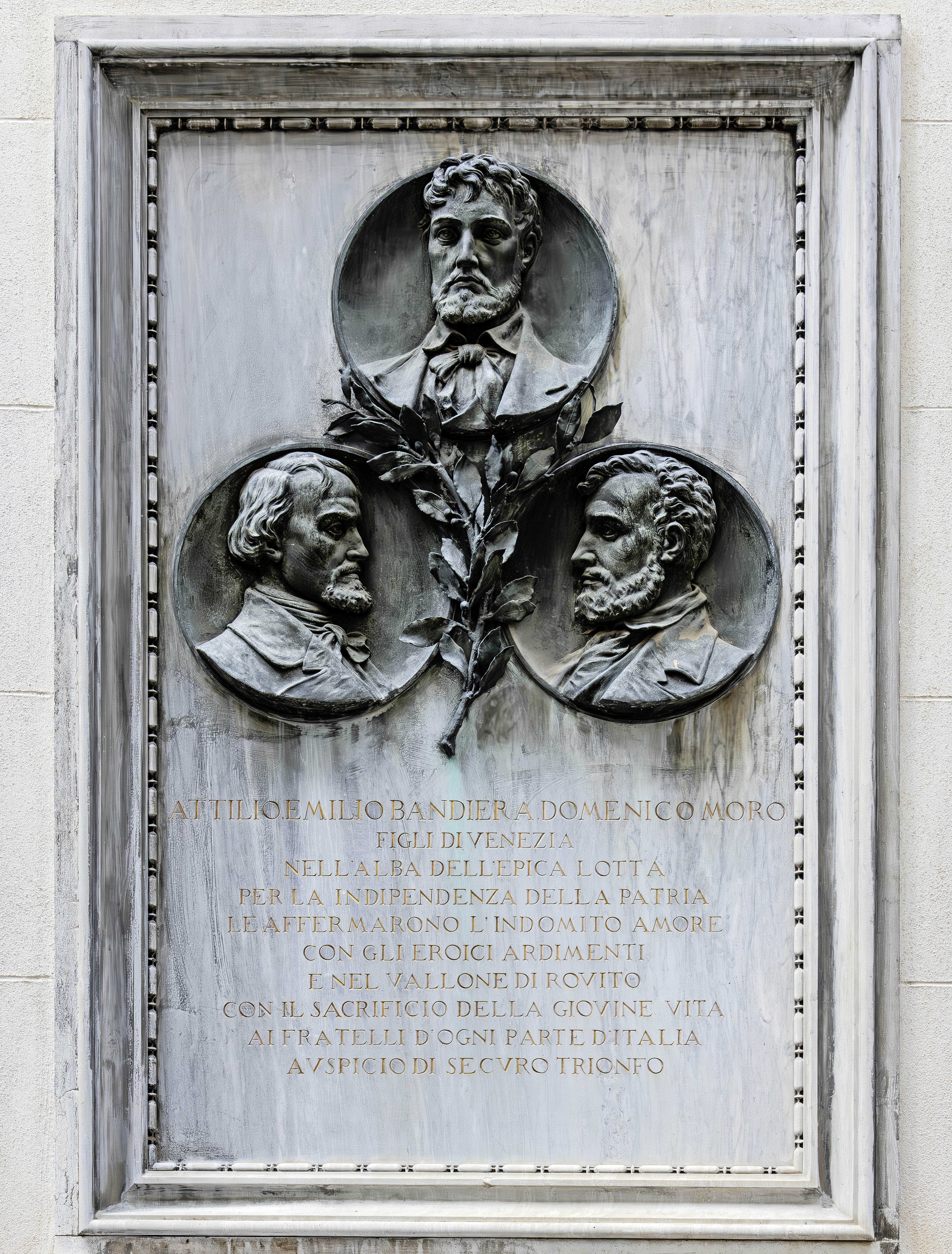
Venezia, Calle larga de l'Ascension

A Cosenza dal 1860 una colonna votiva nei pressi del sito storico della loro fucilazione ricorda i due eroi risorgimentali, e dal 1937 è stato dedicato un mausoleo con un altare sul quale sono incisi i nomi dei martiri cosentini e dei componenti della spedizione dei Fratelli Bandiera, costituito da uno spazio circondato da alti cipressi e da un muro di cinta. Negli anni 2000 la zona e l'altare hanno subito un processo di riqualificazione e restyling strutturale attraverso un progetto illuminotecnico che restituisce alla fruizione un luogo della memoria e un'area ricca di qualità paesaggistiche, compresa tra il vecchio ponte delle Ferrovie della Calabria e le arcate dell'acquedotto romano. Il monumento nazionale ai caduti della spedizione dei fratelli Bandiera fu realizzato tra il 1961 e il 1966 in località Bucchi a Crotone dall'architetto Giorgio Volpato, voluto dal sindaco professore Salvatore Regalino.
La prima pietra fu posta in occasione del centenario dell'Unità d'Italia il 26 marzo 1961, e il monumento fu inaugurato dal presidente della Repubblica Giuseppe Saragat il 21 aprile 1966.
Parallelepipedo di calcestruzzo, cemento e marmo, è una struttura su due livelli con 17 blocchi di pietra di Trani a simboleggiare gli uomini della spedizione fucilati.
In occasione dei 150 anni dell'Unità d'Italia è stato riqualificato.
Nel 2003 è stato realizzato un altro monumento dedicato ai Fratelli Bandiera, dall'artista Luigi Basile, installato nella piazza centrale del comune di Belvedere di Spinello (KR). L'opera è stata realizzata con la tecnica della fusione cera persa in bronzo, un altorilievo di misura 50x70 dove lo sculture Luigi Basile rappresenta i due fratelli Attilio ed Emilio che insieme sostengono la bandiera. L'altorilievo in bronzo viene incastrato in una pietra locale, nel quale sul lato destro viene scolpita a mano per dare una somiglianza alla Timpa del Salto, Montagna sotto Belvedere di Spinello, dove nel Giugno del 1844 ci fu un violento scontro a fuoco tra le guardie del luogo e la spedizione dei fratelli bandiera.

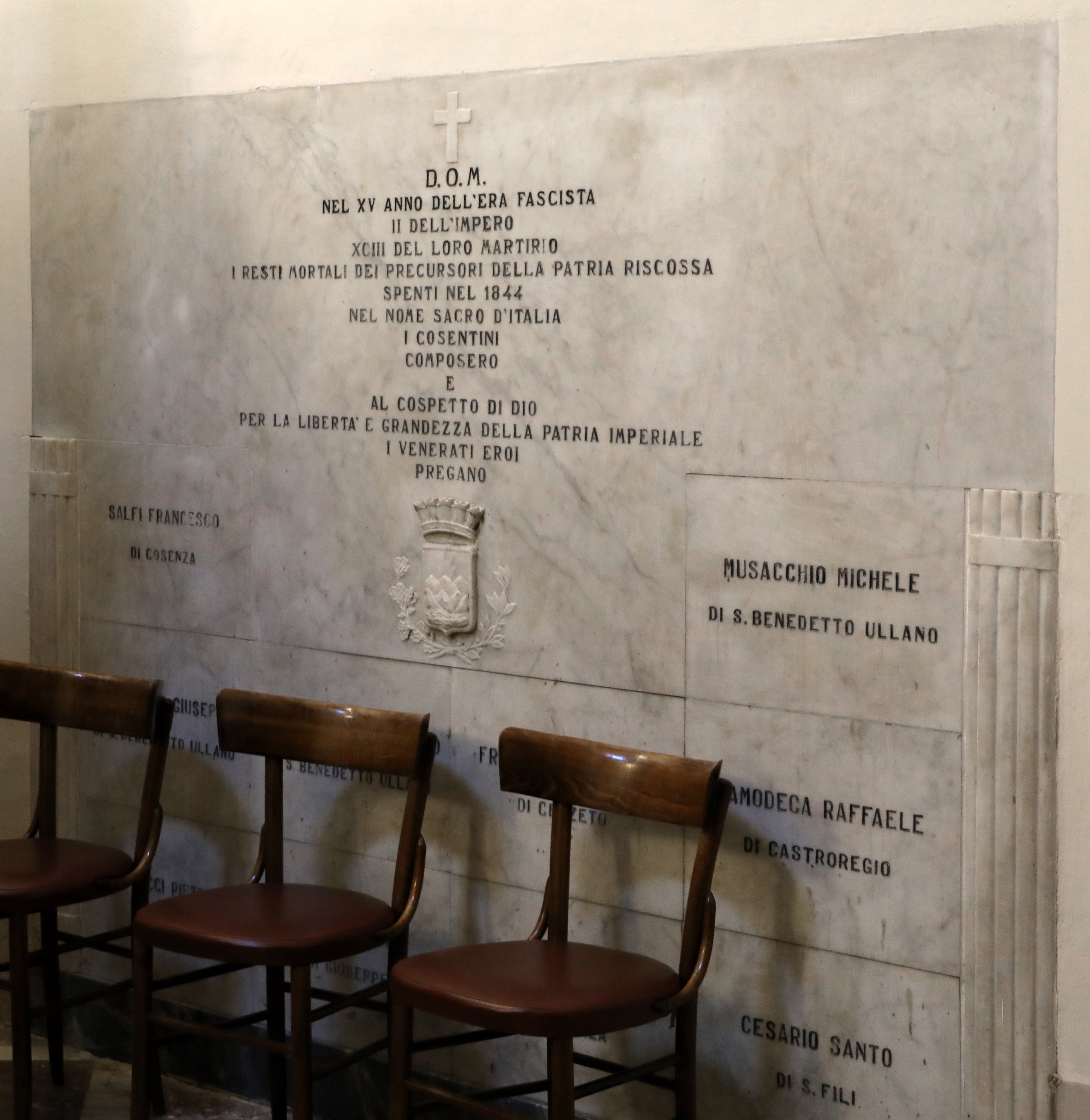
Lapide nel duomo di Cosenza
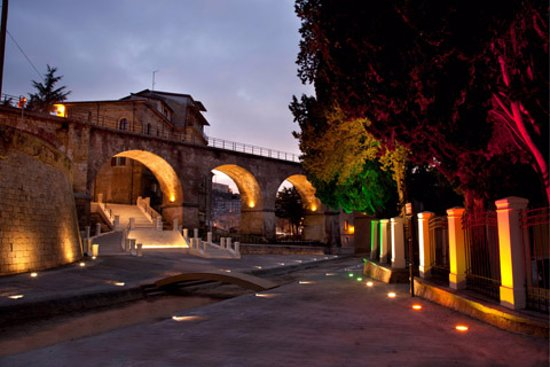
Monumento dei Fratelli Bandiera nel vallone di Rovito a Cosenza, sito storico della fucilazione dei due eroi risorgimentali.
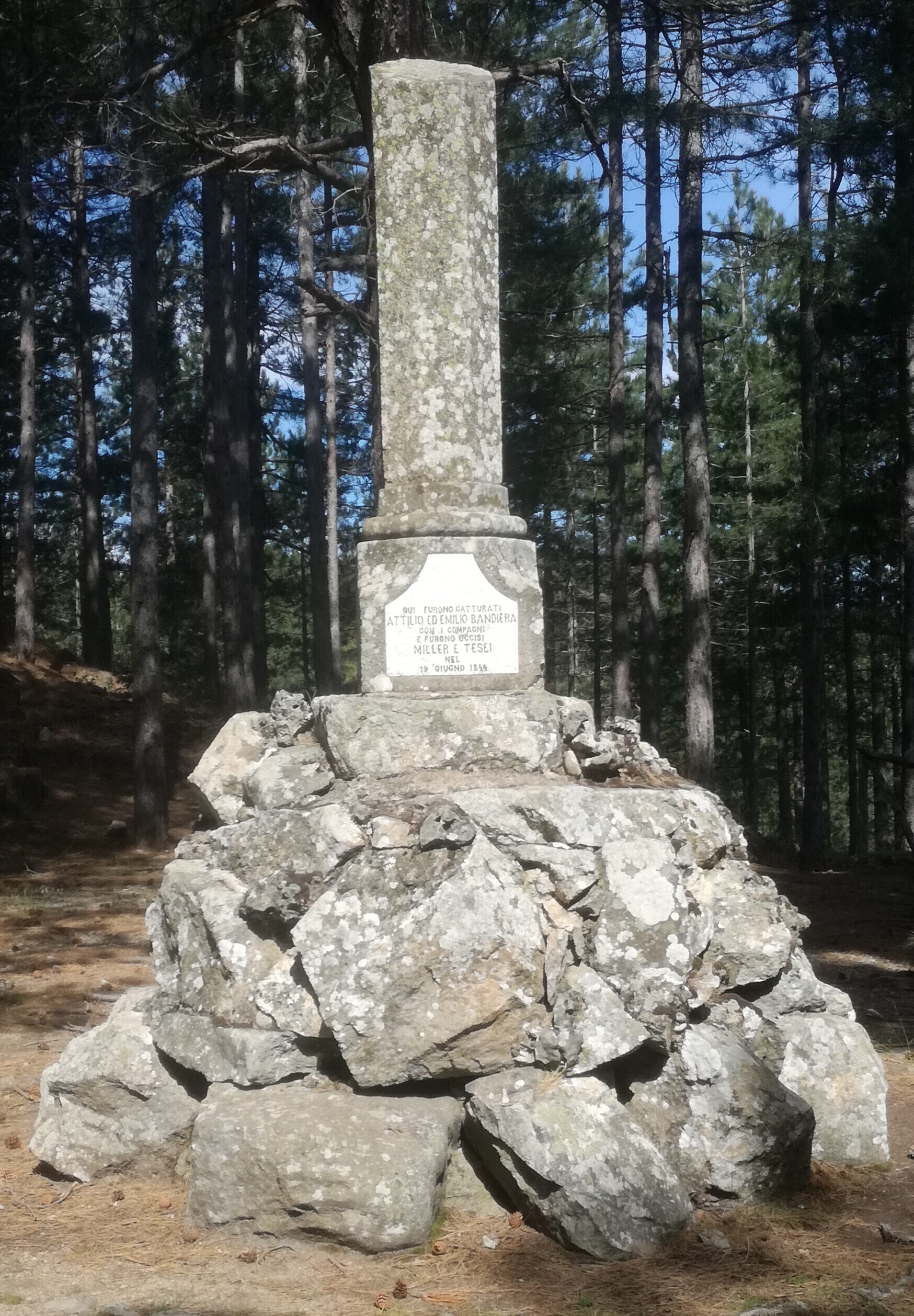
Il "Cippo della Stragola". Monumento commemorativo in ricordo della cattura dei Fratelli Bandiera avvenuta in questo luogo (Colle della Stragola sulla Sila, San Giovanni in Fiore (Cosenza).
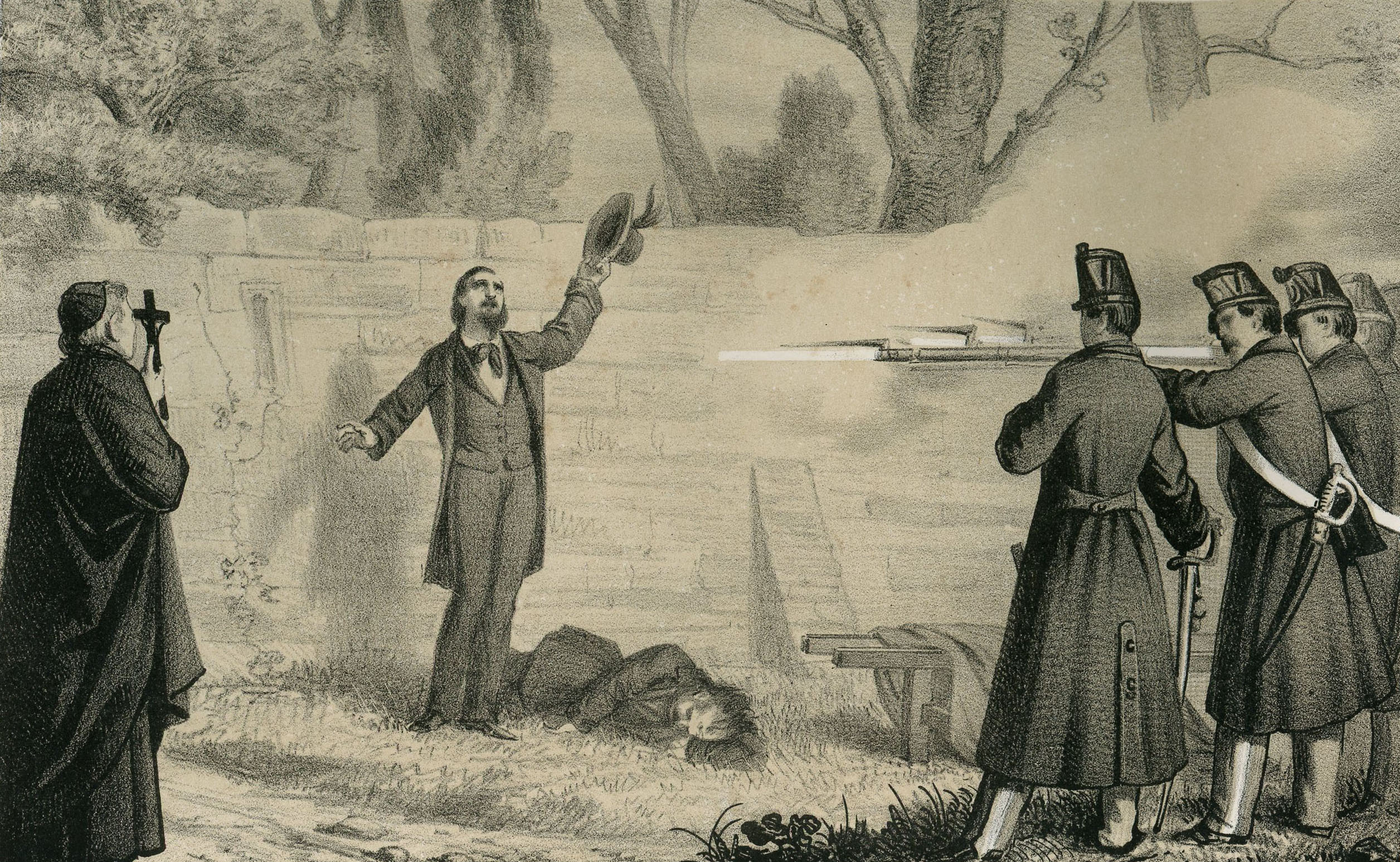
Morte dei Fratelli Bandiera
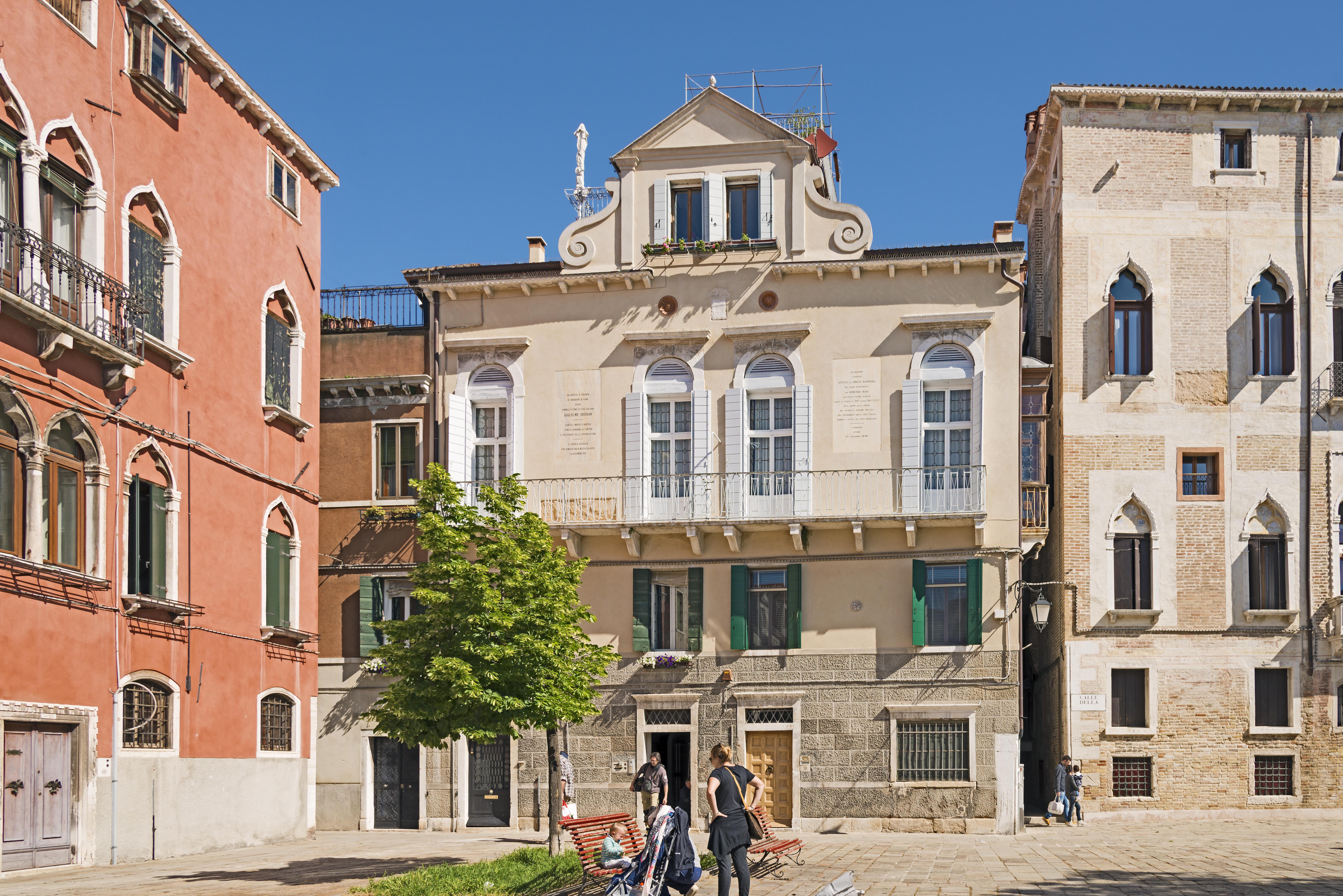
Palazzo Soderini, casa di Attilio e Emilio Bandiera. Facciata sul Campo Bandiera e Moro a Venezia
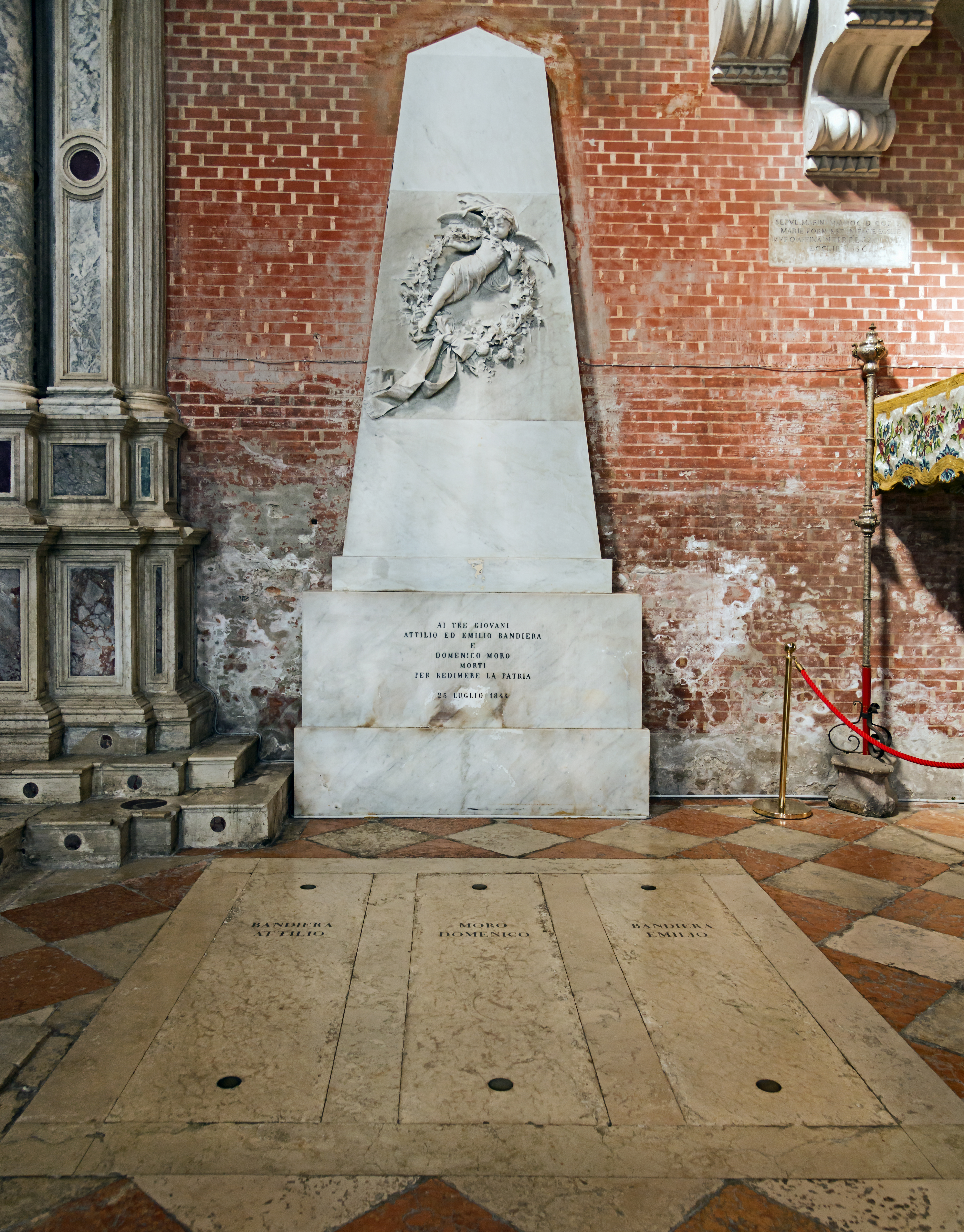
Monumento e tomba dei patrioti Attilio Bandiera, Emilio Bandiera e Domenico Moro nella prima campata della navata sin. della Santi Giovanni e Paolo a Venezia